# We Are One (песня Disney)
We Are One — песня из мультфильма «Король Лев 2: Гордость Симбы».

## Производство
Песня была написана Марти Панцером, Томасом Сноу и Джеком Фельдманом. Её поют Симба (Кэм Кларк), и Киара (Чарити Сано), а позже её исполнила четырёхкратная обладательница премии Грэмми Анжелика Киджо в альбоме Return to Pride Rock; эта версия наполовину английская и наполовину на языке фон.

## Критика
Писатель The New York Times Кэрин Джеймс считала, что «тонкая и изящная» мелодия была «привязана к обнадеживающей теме возрождения фильма». Несмотря на то, что Black Family Today считает, что «Король Лев 2» не имеет такого же «влияния» или «пизаза», что его предшественник, Black Family Today посчитал, что версия этой песни в исполнении Киджо была достаточно сильной, чтобы выдержаться за рамки контекста фильма, для которого она была написана. Журнал Drum: A Magazine of Africa for Africa чувствовал, что исполнение Киджо — это «песня для просмотра» из саундтрека к фильму.
Песня была номинирована на премию Энни за выдающиеся индивидуальные достижения в музыке в анимационном полнометражном производстве вместе с песней «My Lullaby».